# Ilari Äijälä
Pour les articles homonymes, voir Äijälä.
Ilari Äijälä est un footballeur finlandais, né le 30 septembre 1986 à Helsinki. Il évolue au poste d'arrière gauche.

## Palmarès
- FC Honka
  - Vainqueur de la Coupe de la Ligue finlandaise en 2011.
  - Vainqueur de la Coupe de Finlande en 2012.